# Olympus OM-D E-M5 Mark II
Olympus OM-D E-M5 Mark II, ohlášený v únoru 2015, je bezzrcadlovka systému mikro 4/3. Jedná se o druhou generaci modelu Olympus OM-D E-M5, který byl prvním přístrojem řady OM-D.

## Popis
Fotoaparát svým vzhledem, ovládáním a celkovou koncepcí připomíná zrcadlovku v kompaktnějším provedení. Navazuje na svého předchůdce, s nímž sdílí stejný snímač i řadu vlastností. Nejvýznamnější vylepšení proti E-M5 první generace jsou:
- vyšší rozlišení elektronického hledáčku (2,36 Mpix proti 1,44 Mpix),
- přidání elektronické závěrky, která umožňuje tichý provoz a expoziční časy již od 1/16000 s,
- plně otočný displej s vyšším rozlišením (1 Mpix proti 0,6 Mpix),
- vestavěné Wi-Fi.

Server Digital Photography Review mu ve své recenzi z března 2015 udělil stříbrnou cenu.